# Leucanopsis rufoochracea
Leucanopsis rufoochracea là một loài bướm đêm thuộc phân họ Arctiinae, họ Erebidae.